# 革命反资本主义左翼
革命反资本主义左翼（西班牙語：Izquierda Anticapitalista Revolucionaria，缩写为IZAR）是西班牙的一个托洛茨基主义政党。
成立于2015年，分裂自反资本主义者（在该组织的一些成员因为批评“我们能”党而被开除之后）。意识形态是托洛茨基主义、革命社会主义、无产阶级国际主义。在2016年西班牙大选中，该党赢得854张选票。目前，该党在布尔戈斯市议会有1个席位。该党出版刊物《IZAR杂志》。该党是“没有时间失去主动权”组织的成员。该党支持第四国际内部的少数派“争取革命国际倾向”。